# 1038 هـ
1038 هـ هي سنة في التقويم الهجري امتدت مقابلةً في التقويم الميلادي بين سنتي 1628 و1629.

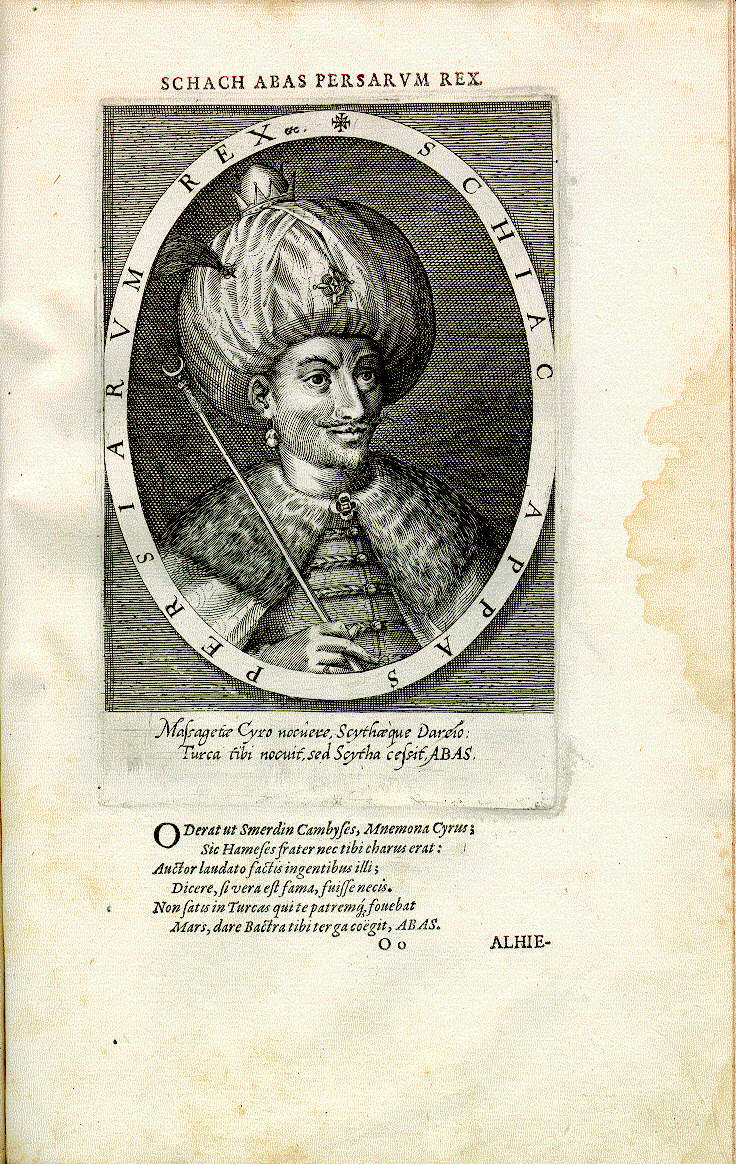
عباس الأول الصفوي

## وفيات
- سالم بن راشد الخروصي
- عباس الأول الصفوي
- عبد القادر العيدروس